# Teistyczny ewolucjonizm
Teistyczny ewolucjonizm (kreacjonizm ewolucyjny) – postawa filozoficzna zakładająca, że naukowy opis obserwowalnego świata, w szczególności opis ewolucji biologicznej i początku Wszechświata, jest zgodny z prawdami religijnymi dotyczącymi relacji Bóg-stworzenie. Zakłada ona ciągłą ingerencję Boga w stworzenie, nieodróżnialną jednak przy użyciu metodologii nauk przyrodniczych od zjawisk naturalnych. Pogląd ten związany jest z koncepcją teologiczną uważającą, że akt stwarzania nie był jednostkowym wydarzeniem, lecz rozłożony jest na cały czas trwania Wszechświata.
Pogląd ten stoi w opozycji wobec monizmu materialistycznego, zakładającego, że nie istnieją zjawiska wykraczające poza zakres badań nauk przyrodniczych. Jednocześnie pogląd ten jest przeciwny klasycznym poglądom kreacjonistycznym oraz ich kontynuacji w postaci koncepcji inteligentnego projektu. Obu tym przeciwnym grupom postaw zarzuca mieszanie perspektywy filozoficznej z przyrodoznawczą.

## Geneza
Do XIX wieku w krajach o tradycji chrześcijańskiej i muzułmańskiej zasadniczo istniało przekonanie, że stworzenie świata według Biblii jest dość wiernym zapisem historii naturalnej. W tym duchu James Ussher obliczył, że Ziemię wraz z zamieszkującymi ją istotami stworzono ok. 4000 lat przed narodzeniem Jezusa, podał nawet dokładną datę dzienną. Filozofowie mieli jednak zróżnicowane podejście do szczegółów, a pewne elementy myślenia ewolucyjnego pojawiały się już od starożytności. Tendencje do niedosłownego interpretowania zapisów biblijnych były obecne już u podstaw judaizmu, np. u faryzeuszy i chrześcijan, np. u Augustyna z Hippony, choć nie były powszechnie przyjmowane. Augustyn twierdził, że co prawda Bóg stworzył wszystko w jednym momencie, ale w formie potencjalnej, a dopiero zawarte w stworzonej materii tzw. przyczyny zalążkowe rozwijają się w odpowiednim czasie w nowe byty. Początkowo odkrycia naukowe ery nowożytnej dostosowywano do modelu Arystotelesa przejętego przez chrześcijaństwo, rozwijając fizykoteologię. Dalszy rozwój geologii i biologii zrodził wątpliwości co do słuszności przekonań o niezmienności świata opartych o arystotelizm, czego uwieńczeniem w zakresie biologii było ogłoszenie teorii ewolucji przez Darwina i Wallace'a. Sam Darwin był powściągliwy w wyrażaniu poglądów religijnych, jednak uważał, że ewolucja biologiczna może być przejawem działalności Boga, a ponadto taka wizja Boga jest bardziej doniosła niż wizja Boga podobnego do rzemieślnika wytwarzającego z osobna różne gatunki nieraz różniące się jedynie niuansami.
Teoria Darwina nie była pierwszą i jedyną wizją ewolucyjnej przemiany świata, ale to ona stała się przełomowa, oddziałując silnie na inne sfery. W filozofii została podjęta, przy okazji też przekształcona, m.in. przez Henriego Bergsona i Pierre'a Teilharda de Chardin. Ten ostatni był jezuitą i podjął próbę powiązania wprost teorii ewolucji z teologią katolicką. Jeszcze wcześniej jednym z pierwszych biologów próbujących powiązać z chrześcijaństwem teorię Darwina wkrótce po jej opublikowaniu był St. George Jackson Mivart, który ostatecznie popadł w konflikt z Kościołem. Podstawy współczesnego kreacjonizmu ewolucyjnego zostały opracowane przez katolickich filozofów: Pierre'a Teilharda de Chardin, Karla Rahnera i Antonina Sertillanges'a. Według pierwszego z nich ewolucyjne powstawanie nowych bytów jest efektem działania Boga. Akt stwarzania trwa przez cały czas trwania stworzonych bytów. W jego ujęciu stwarzanie nowych bytów polega na łączeniu niepowiązanych pierwotnie elementów w nowe byty, które mają coraz wyższy stopień. Również dwaj pozostali myśliciele twierdzili, że powstawanie nowych bytów, a więc i gatunków biologicznych, ma równocześnie podwójny charakter – teologiczny jako stwarzanie przez Boga i biologiczny jako transformacja z wcześniej istniejących gatunków. Oprócz myślicieli katolickich również wśród duchownych anglikańskich już w XIX wieku byli zwolennicy rozpatrywania ewolucji jako przejawu działania Boga. Przykładem jest arcybiskup Frederick Temple, A.L. Moore czy J. Iverach. Kontynuacją poglądów tej ostatniej grupy jest panenteizm.
Zwolennicy teistycznego ewolucjonizmu, czy właściwie – kreacjonizmu ewolucyjnego, podkreślają teologiczny sens stworzenia świata i kreacji w ogóle w ujęciu Tomasza z Akwinu. Zgodnie z nim pojęcie kreacji nie mówi o następstwach czasowych i przyczynowo-skutkowych, ale o tym, że byty stworzone są podtrzymywane w istnieniu przez stwórcę. W tym ujęciu nie ma znaczenia, czy byty stworzone miały jakikolwiek początek w czasie, czy też istnieją odwiecznie. Wśród przedstawicieli tego nurtu panuje pogląd, że powstanie życia i powstanie nowych gatunków jest efektem działania praw przyrody, jednak według niektórych przejście od psychiki do duchowości wymagało bardziej bezpośredniej interwencji Boga.

## Alternatywne poglądy na stworzenie świata i powstawanie gatunków
Równolegle do rozwoju poglądów wiążących ewolucjonizm z chrześcijaństwem rozwijały się nurty krytyki teorii ewolucji odwołujące się do argumentów religijnych, których podstawą jest uznanie, że jeżeli odkrycia nauki, zwłaszcza kosmologii i biologii ewolucyjnej, są sprzeczne z zawartym w świętych księgach opisem stworzenia świata, to te odkrycia są fałszywe. W Europie i Ameryce nurty te, znane jako kreacjonizm religijny, odwołują się głównie do którejś z religii abrahamicznych. Dopuszczają one jedynie dosłowne interpretacje Biblii, czyli reprezentują fundamentalizm biblijny, i powstały na początku XX w. w opozycji do tendencji do metaforycznego odczytywania niektórych opowieści zawartych w Biblii. W odróżnieniu od kreacjonizmu ewolucyjnego (teistycznego ewolucjonizmu) nurty te twierdzą, że odkrycia naukowe potwierdzają historie biblijne, np. potop. Czołową postacią kreacjonizmu był William Bryan. Po kolejnych potwierdzeniach teorii ewolucji i jej modyfikacjach wynikających z rozwoju biologii (do postaci syntetycznej teorii ewolucji, neodarwinizmu) pierwotny kreacjonizm religijny ustąpił tzw. „kreacjonizmowi naukowemu”. W drugiej połowie XX wieku jego echa można było znaleźć w wypowiedziach Macieja Giertycha, a także w publikacjach denominacji nieuznających metaforycznej interpretacji przekazu biblijnego, np. Świadków Jehowy. Kontynuacją kreacjonizmu tego typu, bez bezpośredniego odwoływania się do boskiego stwórcy, jednak odwołującą się do inteligentnego projektanta jest koncepcja inteligentnego projektu.
Z drugiej strony ogłoszenie teorii ewolucji wzmocniło pogląd głoszący, że przyjęcie wyjaśnień naukowych wymusza całkowite odrzucenie koncepcji religijnych, prowadzący do monizmu materialistycznego. Taki pogląd jest reprezentowany przez niektórych naukowców, a propagowali go Ernst Haeckel czy Benedykt Dybowski. Został też podjęty przez ideologów, zwłaszcza Engelsa. Nurt ten kontynuowany jest w ramach tzw. nowego ateizmu m.in. przez Richarda Dawkinsa czy Daniela Dennetta.
O ile obydwie powyższe postawy łączą naturalizm metodologiczny i naturalizm metafizyczny, o tyle u podstaw teistycznego ewolucjonizmu leży rozróżnienie między tymi dwoma zakresami naturalizmu oraz połączenie naturalizmu metodologicznego – obowiązującego w naukach przyrodniczych – z metafizycznym supernaturalizmem. Zwolennicy teistycznego ewolucjonizmu uważają, że ze względu na konieczność odróżniania płaszczyzn poznawczych przyrodniczej oraz filozoficznej i teologicznej zarówno próby obalania tez teologicznych przy pomocy argumentów przyrodniczych, jak i odwrotne, są błędami kompetencyjnymi. W związku z tym podstawowym zarzutem wysuwanym przez zwolenników teistycznego ewolucjonizmu wobec przedstawicieli innych postaw jest mieszanie tych płaszczyzn poznawczych zarówno przez kreacjonistów odrzucających ewolucję biologiczną, jak i przyrodników odrzucających teologiczną relację świata ze stwórcą.

## Stanowisko wobec nauki
Ewolucjonizm teistyczny nie neguje przydatności metodologii naukowej do opisu Wszechświata. Uznaje jedynie, że opis ten jest prawdziwy w zakresie poznawalnym przy pomocy metod naukowych, ale nie wyczerpuje całości obrazu, a metafizyka pozwala na próby interpretacji wykraczające poza zjawiska fizyczne. Z tej przyczyny w debacie ewolucjonizm-kreacjonizm zwolennicy kreacjonizmu ewolucyjnego zajmują miejsce po stronie ewolucjonizmu, uważając, przeciwnie niż klasyczni kreacjoniści, że kreacjonizm jest wyłącznie postawą filozoficzno-religijną, a nie naukową.
Zwolennicy teistycznego ewolucjonizmu krytykują postać kreacjonizmu określaną przez własnych zwolenników jako kreacjonizm naukowy z dwóch perspektyw. Z punktu widzenia nauki stwierdzają, że nosi ona znamiona pseudonauki. Krytykują też postawę, w której stwórca to tzw. Bóg białych plam. Z punktu widzenia katolicyzmu wykazują natomiast niezgodność leżącego u jej podstaw fundamentalizmu biblijnego z doktryną katolicką.
Wśród naukowców badających mechanizmy ewolucji biologicznej oprócz zadeklarowanych ateistów, istnieją także tacy, którzy nie wykluczają interpretacji ewolucji jako rodzaju kreacji. Asa Gray (prezbiterianizm), amerykański botanik, współpracownik Darwina i propagator jego tez, znany jest z dewizy „Dobór naturalny nie jest sprzeczny z teologią naturalną”. Szkocki przyrodnik Henry Drummond w 1883 roku wydał książkę „Natural Law in the Spiritual World”, a następnie „The Ascent of Man”, rozważając ewolucję biologiczną i duchową. Theodosius Dobzhansky (prawosławie), jeden z twórców syntetycznej teorii ewolucji, w eseju „Nothing in Biology Makes Sense Except in the Light of Evolution” przywołał Teilharda de Chardin, deklarował się jako równocześnie kreacjonista i ewolucjonista, twierdząc, że ewolucja jest sposobem kreacji. Robert James Berry (anglikanizm), genetyk populacyjny, m.in. profesor University College London, opisał swoją wizję relacji wiary i biologii w książce „Bóg i biolog: wiara a nauki przyrodnicze”. Podobne podejście przyjął autor książki „Finding Darwin's God”, Kenneth Miller (rzymski katolicyzm), biolog zaangażowany w walkę z nauczaniem kreacjonizmu i inteligentnego projektu w szkołach. Francis Collins (ewangelikalizm), genetyk kierujący Projektem poznania ludzkiego genomu, krytykujący klasyczny kreacjonizm i koncepcję inteligentnego projektu, jest również autorem książki „The Language of God”. Wątki religijne w swoich badaniach ewolucji poruszają paleontolodzy tacy jak Simon Conway Morris (anglikanizm) i Robert Bakker (pentekostalizm). Z kolei panenteizm rozwijany był przez biochemika Arthura Peacocke'a.

## Stanowisko Kościoła katolickiego
Wiele Kościołów, w tym Kościół katolicki, początkowo nie zajmowało stanowiska w kwestii darwinowskiej teorii ewolucji, gdyż kwestia ta nie jest uznawana za istotną dla kwestii zbawienia. Niektórzy ich przedstawiciele dosłownie interpretując stworzenie świata według Biblii reprezentowali mimo to postawę negatywną. Wśród hierarchów kościelnych niemal od razu wskazujących na brak sprzeczności teorii Darwina z chrześcijaństwem był anglikański arcybiskup Frederick Temple. W połowie XX w. papież Pius XII, potępiając pewne filozoficzne konsekwencje ewolucjonizmu, tworząc encyklikę Humani generis, przyznał, że teoria ewolucji biologicznej może mieć zastosowanie do człowieka, z wyłączeniem jego duszy. Paweł VI zaznaczył, że ewolucja biologiczna ma status teorii naukowej, a nie hipotezy, a wydana przez niego soborowa konstytucja apostolska Gaudium et spes stwierdza, że rzetelnie prowadzone badania naukowe nie prowadzą do wniosków sprzecznych z wiarą. Jan Paweł II kontynuował to podejście, twierdząc, że postępy nauki wskazują na to, że ewolucjonizm jest czymś więcej niż hipotezą. Za jego pontyfikatu Papieska Komisja Biblijna wydała dokument Interpretacja Pisma Świętego w Kościele katolickim, w którym m.in. skrytykowała fundamentalizm biblijny jako niezgodny z Tradycją Kościoła. W XX wieku kreacjonizm ewolucyjny stał się elementem filozofii przyrody prezentowanej na katolickich uczelniach i bywa traktowany jako zgodny z nauką katolicką, mimo że nie jest elementem oficjalnej doktryny katolicyzmu. Do ośrodków myśli katolickiej rozwijających ten nurt pod koniec XX wieku należała m.in. Akademia Teologii Katolickiej w Warszawie.
Wśród przedstawicieli Kościołów chrześcijańskich propagujących ten pogląd znajdują się m.in. w teologowie katoliccy:
- Pierre Teilhard de Chardin SJ – geolog i paleontolog[47],
- Karl Rahner[47],
- Piet Schoonenberg[48],
- Michał Heller – fizyk teoretyczny, kosmolog, filozof i teolog, m.in. profesor Watykańskiego Obserwatorium Astronomicznego oraz Papieskiej Akademii Teologicznej, członek PAU[47][49]
- Józef Życiński – filozof, teolog, arcybiskup, członek Komitetu Biologii Ewolucyjnej i Teoretycznej PAN[47][49],
- Kazimierz Kłósak[50],
- Szczepan Ślaga[51].

## Stanowisko innych wyznań
Świadkowie Jehowy odrzucają pogląd, że Bóg posłużył się ewolucją, by powołać do istnienia różne formy życia. Uważają, że jest niezgodny z Biblią, która podaje, że Bóg stworzył ludzi oraz rośliny i zwierzęta „według ich rodzajów”. Stworzył wszystkie podstawowe rodzaje roślin i zwierząt oraz doskonałą pierwszą parę ludzką. Jednocześnie twierdzą, że Biblia nie zaprzecza obserwacjom naukowym, które wskazują, że w obrębie poszczególnych rodzajów organizmów żywych mogą zachodzić różne zmiany. W rezultacie powstały znane dzisiaj gatunki, które w wielu wypadkach znacząco się od siebie różnią.

## Zbliżone światopoglądy
Inną nieco odmianą konsekwentnych prób godzenia teizmu i światopoglądu naukowego jako harmonijnie uzupełniających się sfer ludzkiego poznania są np. zasada NOMA („Nie Obejmujące Się Magisteria”) czy  koncepcja „BioLogos”. Te koncepcje jednak oparte są na tych samych, co w klasycznym ewolucyjnym teizmie, kwestionowanych przez innych argumentach. Podstawową różnicą między ewolucyjnym kreacjonizmem a podejściem NOMA są konsekwencje filozoficzno-światopoglądowe. Kreacjonizm ewolucyjny zakłada, że ewolucja darwinowska jest działaniem Boga, a więc zakłada teizm, podczas gdy ortodoksyjna zasada NOMA prowadzi do agnostycyzmu. Według zasady NOMA obserwacje naukowe nie pozwalają ani na wyciąganie wniosków potwierdzających teizm, ani ateizm.
Odmienny sposób łączenia teizmu i nauki poprzedzała teologia naturalna, czyli dziedzina łącząca teologię i nauki czy też protonauki w czasach, gdy nauki przyrodnicze były częścią filozofii. Wówczas część zjawisk naturalnych starano się opisywać w sposób naukowy lub protonaukowy, a w miejscach, gdzie ten opis okazywał się niewystarczający, zakładano nadzwyczajną interwencję boską, co wprowadzało koncepcję Boga luk, czego pozostałości zauważalne są również współcześnie. Niektóre jej nurty, prowadzące do dziewiętnastowiecznego i współczesnego kreacjonizmu zwanego naukowym, reprezentowane m.in. przez Williama Paleya, zostały skrytykowane z teologicznego punktu widzenia przez Johna H. Newmana w połowie XIX w., a następnie z naukowego po opublikowaniu O pochodzeniu gatunków Darwina.